# Sierra del Canajagua
La sierra del Canajagua o macizo del Canajagua es una pequeña alineación montañosa perteneciente a la mitad este de la península de Azuero. Ubicada en los límites entre las distritos de Guararé, Las Tablas y Tonosí, es una de las dos cadenas montañosas de la península de Azuero. Conformada por rocas cristalinas de la era Paleozoica, tiene su punto más elevado en el cerro Quema con 959 m s. n. m.
Hace de división entre las cuencas del río La Villa y del río Tonosí.